# Bus Oberthurgau
Der Bus Oberthurgau, Eigenschreibweise BUS Oberthurgau, ist die Marke der Autokurse Oberthurgau (AOT), eines Verkehrsbetriebs mit Sitz in Amriswil im Kanton Thurgau. Bus Oberthurgau betreibt Buslinien zwischen Amriswil, Arbon, Romanshorn und Bischofszell. Die Linie von Amriswil nach Muolen dient als Zubringer zur Bahnstrecke Romanshorn–Muolen–St. Gallen.
Seit 2019 gehört Bus Oberthurgau zur Bus-Ostschweiz-Gruppe.

## Liniennetz
| Linie | Strecke                                                                              |
| ----- | ------------------------------------------------------------------------------------ |
| 940   | Amriswil – Hatswil – Romanshorn – Neukirch – Ebnet – Arbon                           |
| 941   | Amriswil – Almensberg – Steinebrunn – Neukirch – Frasnacht – Arbon                   |
| 942   | Amriswil – Mühlebach – Amriswil – Hagenwil – Muolen                                  |
| 943   | Amriswil – Mühlebach – Schocherswil – Zihlschlacht – Sitterdorf – Bischofszell Stadt |

## Geschichte

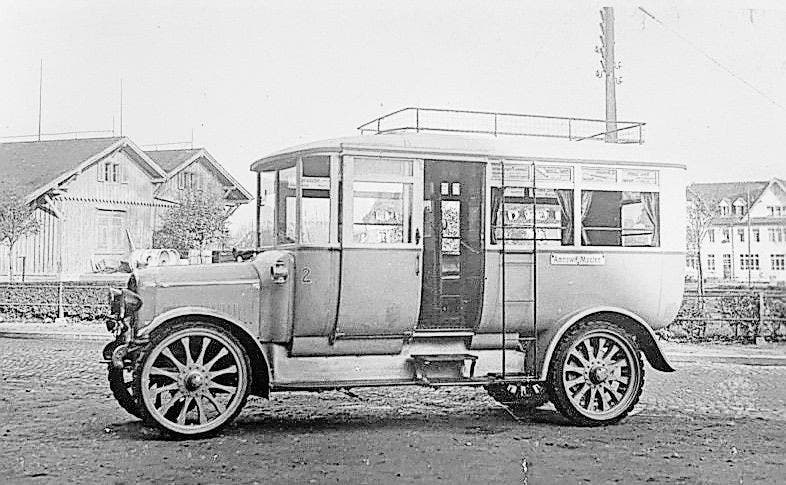
Der erste Saurer-Autobus der Autokurse Amriswil–Muolen–Bischofszell aus dem Jahr 1921

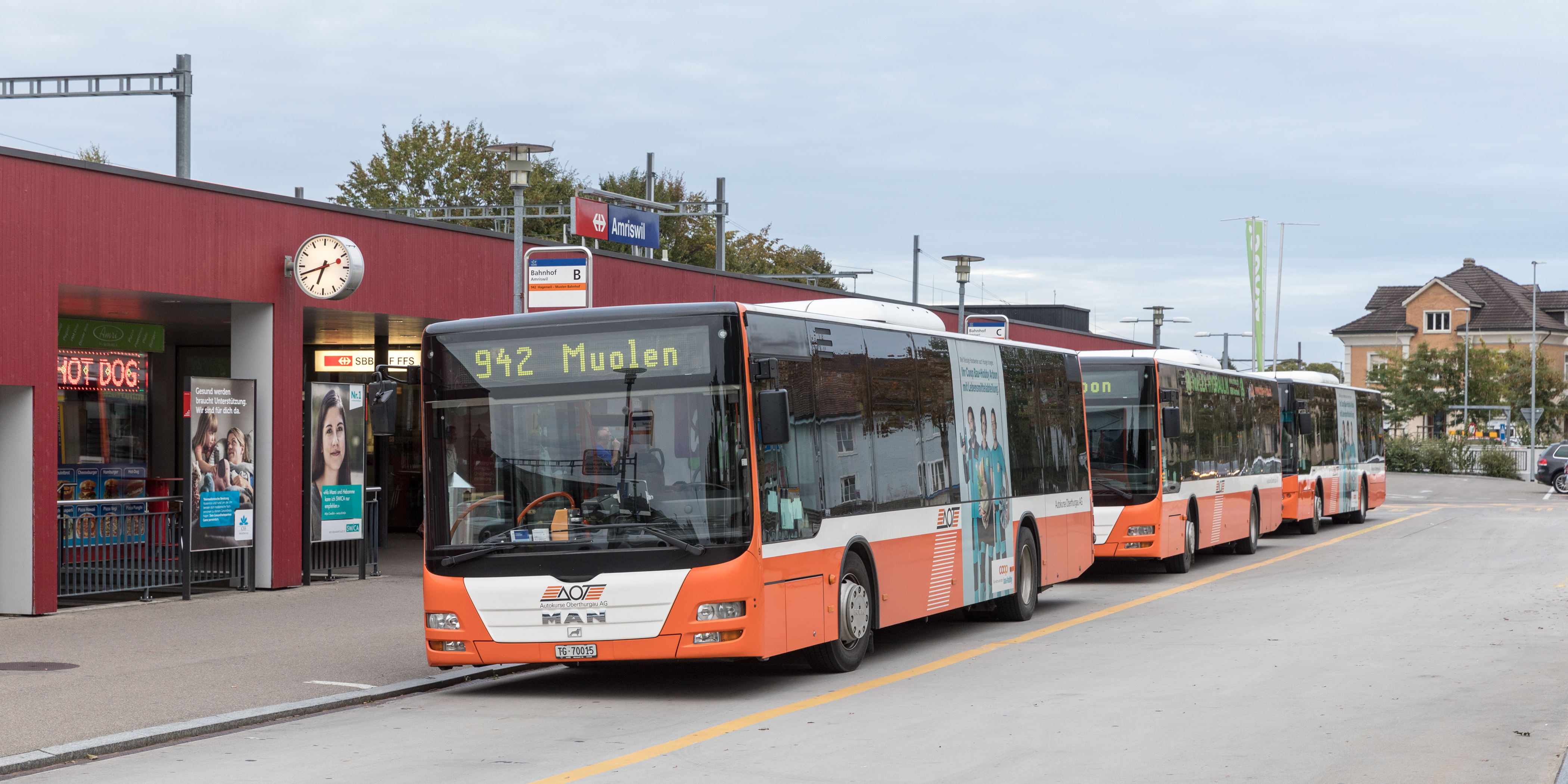
2018 trugen die Busse der AOT noch einen orangen Anstrich

Am 4. September 1921 nahm die Gesellschaft Amriswil – Muolen – Bischofszell (AMB) zwei Saurer-Busse mit 18 Sitzplätzen und Vollgummibereifung in Betrieb, um die Pferdekutschen abzulösen. An der neuen Gesellschaft waren damals die Gemeinden Amriswil mit 55 Prozent sowie Bischofszell (20 Prozent), Zihlschlacht (15 Prozent) und Muolen (10 Prozent) beteiligt. Heute ist Arbon als bevölkerungsreichste Stadt im Oberthurgau die grösste Aktionärin. Wegen der grossen Nachfrage wurde ein paar Jahre später ein drittes Fahrzeug beschafft.
1930 wurde eine Buslinie von Amriswil über Neukirch nach Arbon eröffnet, die 1967 mit der AMB zur Autokurse Amriswil und Umgebung fusionierte. 1987 änderte die Gesellschaft Autokurse Oberthurgau (GAO) ihren Namen in Autokurse Oberthurgau (AOT). Im November 1997 fand der Umzug in Amriswil in die neue Garage an der Kreuzlingerstrasse statt. Per 1. Januar 1999 erfolgte die Gründung der Aktiengesellschaft Autokurse Oberthurgau AG (AOT). Am 28. Mai 2000 wurde die AOT Mitglied des Tarifverbunds Ostwind.
Seit dem 1. Juli 2019 werden die AOT durch den Bus Ostschweiz betrieben. Am 4. September 2021, genau hundert Jahre nach der Betriebsaufnahme, wurde die Umbenennung der Autokurse Oberthurgau in den Markennamen Bus Oberthurgau bekannt gegeben. Als Unternehmen bleibt die AOT aber weiterhin selbständig. Im Zusammenhang mit der Namensänderung wurde der Fahrzeuganstrich von orange in blau/weiss geändert.
Seit Dezember 2021 verkehrt die Linie 942 wegen der geringen Frequenz nur noch stündlich statt im Halbstundentakt nach Muolen. Stattdessen fährt der Bus im Rahmen eines Pilotprojekts eine Schlaufe über Mühlebach. Damit erhalten die Haltestellen an der Weinfelderstrasse mit den übrigen Busverbindungen einen Viertelstundentakt.